# Xiphorhynchus elegans
Xiphorhynchus elegans là một loài chim trong họ Furnariidae.